# Wahlkreis Erfurt I
Der Wahlkreis Erfurt I  (Wahlkreis 24) ist ein Landtagswahlkreis in Thüringen.
Er umfasst die Erfurter Stadtteile Alach, Azmannsdorf, Gispersleben, Hochstedt, Hohenwinden, Kerspleben, Kühnhausen, Linderbach, Mittelhausen, Moskauer Platz, Rieth, Roter Berg, Schaderode, Schwerborn, Stotternheim, Sulzer Siedlung, Tiefthal, Töttelstädt, Töttleben, Vieselbach und Wallichen.

## Landtagswahl 2024
Die Landtagswahl fand am 1. September 2024 statt. Im Wahlkreis traten die nachfolgenden Direktkandidaten an:
| Gegenstand der Nachweisung | Gegenstand der Nachweisung | Erst- stimmen | Erst- stimmen | Zweit- stimmen | Zweit- stimmen |
| Bewerber                   | Partei                     | Anzahl        | %             | Anzahl         | %              |
| -------------------------- | -------------------------- | ------------- | ------------- | -------------- | -------------- |
| Wahlberechtigte            | Wahlberechtigte            | 32.206        | 32.206        | 32.206         | 32.206         |
| Wähler                     | Wähler                     | 23.100        | 23.100        | 23.100         | 71,7           |
| Ungültige Stimmen          | Ungültige Stimmen          | 481           | 2,1           | 210            | 0,9            |
| Gültige Stimmen            | Gültige Stimmen            | 22.619        | 97,9          | 22.890         | 99,1           |
| davon                      |                            |               |               |                |                |
| Karola-Elke Stange         | DIE LINKE                  | 4.450         | 19,7          | 3.407          | 14,9           |
| Sascha Schlösser           | AfD                        | 8.074         | 35,7          | 7.137          | 31,2           |
| Michael Hose               | CDU                        | 7.629         | 33,7          | 5.143          | 22,5           |
| Torsten Frenzel            | SPD                        | 1.466         | 6,5           | 1.421          | 6,2            |
| Doreen Denstädt            | GRÜNE                      | 396           | 1,8           | 582            | 2,5            |
| Christian Poloczek-Becher  | FDP                        | 604           | 2,7           | 297            | 1,3            |
|                            | TIERSCHUTZ hier!           |               |               | 292            | 1,3            |
|                            | ÖDP / Familie ..           | 52            | 0,2           |                |                |
|                            | PIRATEN                    | 89            | 0,4           |                |                |
|                            | MLPD                       | 49            | 0,2           |                |                |
|                            | BÜNDNIS DEUTSCHLAND        | 114           | 0,5           |                |                |
|                            | BSW                        | 3.930         | 17,2          |                |                |
|                            | FAMILIE                    | 117           | 0,5           |                |                |
|                            | FREIE WÄHLER               | 166           | 0,7           |                |                |
|                            | WU                         | 94            | 0,4           |                |                |

## Landtagswahl 2019
Die Landtagswahl fand am 27. Oktober 2019 statt.
| Direktkandidat            | Partei                      | Wahlkreisstimmen in % | Landesstimmen in % |
| ------------------------- | --------------------------- | --------------------- | ------------------ |
| Michael Hose              | CDU                         | 24,1                  | 19,0               |
| Karola Stange             | DIE LINKE                   | 28,9                  | 34,1               |
| Torsten Haß               | SPD                         | 12,1                  | 8,1                |
| Corinna Herold            | AfD                         | 24,4                  | 24,1               |
| Michael Kost              | GRÜNE                       | 4,1                   | 4,2                |
| –                         | NPD                         | –                     | 0,3                |
| Christian Poloczek-Becher | FDP                         | 4,3                   | 4,9                |
| –                         | PIRATEN                     | –                     | 0,5                |
| –                         | Die PARTEI                  | –                     | 1,1                |
| –                         | KPD                         | –                     | 0,1                |
| –                         | TIERSCHUTZ hier!            | –                     | 1,2                |
| –                         | BGE                         | –                     | 0,2                |
| –                         | DIE DIREKTE!                | –                     | 0,2                |
| –                         | Blaue #Team Petry Thüringen | –                     | 0,1                |
| –                         | Graue Panther               | –                     | 0,8                |
| Ibrahim Kücük             | MLPD                        | 0,3                   | 0,3                |
| –                         | ÖDP                         | –                     | 0,4                |
| –                         | Gesundheitsforschung        | –                     | 0,5                |
| Oliver Jahn               | FREIE WÄHLER                | 1,8                   | –                  |

## Landtagswahl 2014
Die Landtagswahl in Thüringen 2014 erbrachte folgendes Wahlkreisergebnis:
| Name                              | Partei    | Anteil der Erststimmen |
| --------------------------------- | --------- | ---------------------- |
| Karola Stange                     | Die Linke | 36,8 %                 |
| Johanna Arenhövel                 | CDU       | 29,2 %                 |
| Torsten Haß                       | SPD       | 21,7 %                 |
| Patrick Borkowski                 | NPD       | 4,9 %                  |
| Robert Bednarsky                  | GRÜNE     | 4,7 %                  |
| Christian Poloczek-Becher         | FDP       | 2,8 %                  |
| Wahlberechtigte: 32.380 Einwohner |           |                        |
| Wahlbeteiligung: 50,9 %           |           |                        |

## Landtagswahl 2009
Bei der Landtagswahl in Thüringen 2009 traten folgende Kandidaten an:
| Name                              | Partei                 | Anteil der Erststimmen |
| --------------------------------- | ---------------------- | ---------------------- |
| Tabea Gies                        | CDU                    | 29,1 %                 |
| Karola Stange                     | Die Linke              | 30,2 %                 |
| Birgit Pelke                      | SPD                    | 19,6 %                 |
| Kathrin Hoyer                     | Bündnis 90/Die Grünen  | 5,4 %                  |
| Jürgen Listemann                  | FDP                    | 5,7 %                  |
| Helmut Besser                     | Freie Wähler Thüringen | 5,5 %                  |
| Andreas Udhardt                   | NPD                    | 4,5 %                  |
| Wahlberechtigte: 33.847 Einwohner |                        |                        |
| Wahlbeteiligung: 55,5 %           |                        |                        |

## Landtagswahl 2004
Bei der Landtagswahl in Thüringen 2004 traten folgende Kandidaten an:
| Name                              | Partei                | Anteil der Erststimmen |
| --------------------------------- | --------------------- | ---------------------- |
| Bodo Ramelow                      | PDS                   | 38,6 %                 |
| Johanna Arenhövel                 | CDU                   | 36,8 %                 |
| Birgit Pelke                      | SPD                   | 15,9 %                 |
| Dirk Adams                        | Bündnis 90/Die Grünen | 4,2 %                  |
| Sven Meth                         | FDP                   | 4,5 %                  |
| Wahlberechtigte: 35.794 Einwohner |                       |                        |
| Wahlbeteiligung: 49,2 %           |                       |                        |

## Landtagswahl 1999
Bei der Landtagswahl in Thüringen 1999 traten folgende Kandidaten an:
| Name                              | Partei | Anteil der Erststimmen |
| --------------------------------- | ------ | ---------------------- |
| Johanna Arenhövel                 | CDU    | 46,8 %                 |
| Birgit Pelke                      | SPD    | 20,7 %                 |
| Katja Wolf                        | PDS    | 26,8 %                 |
| Frank Augsten                     | GRÜNE  | 2,4 %                  |
| Franz-Josef Reischmann            | REP    | 1,9 %                  |
| Bernd Hesse                       | FDP    | 1,3 %                  |
| Wahlberechtigte: 38.743 Einwohner |        |                        |
| Wahlbeteiligung: 58,7 %           |        |                        |

## Bisherige Abgeordnete
Direkt gewählte Abgeordnete des Wahlkreises Erfurt I waren:
| Jahr | Name              | Partei    | Anteil der Erststimmen |
| ---- | ----------------- | --------- | ---------------------- |
| 2019 | Karola Stange     | Die Linke | 28,9 %                 |
| 2014 | Karola Stange     | Die Linke | 36,8 %                 |
| 2009 | Karola Stange     | Die Linke | 30,2 %                 |
| 2004 | Bodo Ramelow      | PDS       | 38,6 %                 |
| 1999 | Johanna Arenhövel | CDU       | 46,8 %                 |
| 1994 | Johanna Arenhövel | CDU       | 38,2 %                 |
| 1990 | Johanna Arenhövel | CDU       | 37,2 %                 |